# Murder by Numbers
Murder by Numbers is een Amerikaanse film uit 2002, geregisseerd door Barbet Schroeder. De hoofdrollen zijn voor Sandra Bullock, Ben Chaplin, Ryan Gosling en Michael Pitt.

## Verhaal
Twee intelligente middelbare scholieren plegen de "perfecte moord", totdat een getraumatiseerde rechercheur Moordzaken de intellectuele strijd met het tweetal aangaat om tot de oplossing van het complot te geraken en haar verleden te kunnen laten rusten.

## Rolverdeling
- Sandra Bullock - Cassie Mayweather / Jessica Marie Hudson
- Ben Chaplin - Sam Kennedy
- Ryan Gosling - Richard Haywood
- Michael Pitt - Justin Pendleton
- Agnes Bruckner - Lisa Mills
- Chris Penn - Ray Feathers
- R.D. Call - Rod Cody
- Tom Verica - Al Swanson
- Janni Brenn - Mevr. Elder
- John Vickery - Restaurant Manager

## Nominaties
- 2003 - CFCA Award
  - Meest belovende acteur (Ryan Gosling)
- 2003 - Young Artist Award
  - Beste jonge actrice (Agnes Bruckner)